# Tim Pope
Tim Pope (12 février 1956 à Hackney) est un réalisateur de films britannique connu essentiellement pour ses clips, notamment pour The Cure, Talk Talk ou encore Neil Young. Il a également réalisé des spots de publicité, des épisodes de série télévisée, des documentaires, un court métrage, Phone, en 1993, et un long-métrage de cinéma, The Crow, la cité des anges, en 1996.
Il a aussi fait une brève carrière de chanteur, ne sortant qu'un seul single chez Fiction Records en 1984 : I Want To Ba A Tree. Robert Smith y joue tous les instruments. Tim Pope a bien sûr réalisé le clip.

## Filmographie

### Cinéma

#### Long métrage
- 1996 : The Crow, la cité des anges (The Crow: City of Angels)

#### Courts métrages
- 1993 : Phone
- 2015 : Brandy and Pep

### Clips vidéos
- Josh Abrahams & Amiel Damon - Addicted To Bass
- Altered Images - Happy Birthday, I Could Be Happy (1981)
- The B-52's - Do You Want To Hold Me
- The Bangles - Eternal Flame (1989)
- Bow Wow Wow - Do You Wanna Hold Me
- David Bowie - I Can't Read (1997), Time Will Crawl
- The Cars – Magic (1984)
- China Crisis - Wishful Thinking
- The Creatures – Miss The Girl (1983)
- The Cure - Let's Go to Bed (1982), The Walk (1983), The Lovecats (1983), The Caterpillar (1984), In Between Days, Close to Me (1985),  A Night Like This (1985), Killing an Arab (1986), Boys Don't Cry (1986), Jumping Someone Else's Train (1986), The Cure In Orange (1986), Why Can't I Be You? (1987), Catch (1987), Just Like Heaven (1987), Hot Hot Hot!!! (1988), Lullaby (1989), Fascination Street (1989), Lovesong (1989), Pictures of You (1990), Close To Me (closer mix) (1990), Never Enough (1990), High (1992), Friday I'm In Love (1992), Wrong Number (1997)
- The Darkness - One Way Ticket, Is It Just Me?, Girlfriend (2006)
- Nick Drake - River Man (2004)
- Everything but the Girl - When All's Well
- Fatboy Slim – Slash Dot Dash (2004)
- Bryan Ferry - Legends (1986), Help Me, Is Your Love Strong Enough
- Daryl Hall & John Oates - Adult Education
- James - Sometimes (1993)
- Kaiser Chiefs - Everyday I Love You Less and Less
- Live - I Alone
- Ian McCulloch - Proud To Fall
- Men Without Hats - The Safety Dance (1983)
- Peter Murphy - Sweetest Drop
- Ned's Atomic Dustbin  -Not Sleeping Around
- The Psychedelic Furs – Love My Way (1982)
- Queen - It's a Hard Life (1984)
- Reverend and the Makers - He Said He Loved Me
- Seven Mary Three - Make Up Your Mind
- Siouxsie and the Banshees - Dazzle
- Soft Cell - Bedsitter (1981)
- Strawberry Switchblade - Since Yesterday (1984)
- Talk Talk - Such a Shame (1984), It's My Life (1984), Dum Dum Girl (1984), Life’s What You Make It (1985), Living In Another World (1986), I Believe In You (1988)
- Roger Taylor - Man of Fire (1984)
- Tom Tom Club - Suboceana (1989)
- KT Tunstall - Another Place To Go (2006)
- The The - Out Of The Blue, Twilight Of A Champion (1987), Slow Emotion Replay (1989), Kingdom Of Rain (1990), Pillar-box Red (2002)
- Vegas – She (1992), avec Charles Aznavour comme « figurant »
- Paul Weller - Speak Like A Child (1983)
- Neil Young - Cry Cry Cry, Wondering (1983), People On The Streets, Pressure (1986), This Town' (1996)